# 雉属
雉属（学名：Phasianus）是鸡形目雉科的一属，共有2种，其中1种在中国有分布。

## 分類
- 环颈雉 - P. colchicus Linnaeus, 1758：分布於歐亞大陸，並被引進至世界各地。
- 绿雉 - P. versicolor Vieillot, 1825：(僅)分布於日本。